# Kyrkeby, Lilla Edets kommun
Kyrkeby är kyrkbyn i Västerlanda socken i Lilla Edets kommun, belägen cirka 7 kilometer söder om Lilla Edet. Bebyggelsen ingick till 2023 i den av SCB definierade småorten Ballabo och Kyrkeby, för att därefter ingå i tätorten Västerlanda.
Västerlanda kyrka är från 1200-talet.